# Коптев-Дворников, Владимир Евгеньевич
Владимир Евгеньевич Коптев-Дворников (род. 8 октября 1971) — российский общественный и политический деятель.

## Биография
Родился в семье научных сотрудников МГУ им М. В. Ломоносова. В 1993 г. окончил с отличием исторический факультет Московского университета по кафедре новой и новейшей истории стран Европы и Америки, в 1993—1994 гг. учился во Франции в Университете Париж-Сорбонна в Высшей практической школе знаний, окончил с отличием (диплом D.E.A). В 2002 г. окончил аспирантуру Государственного университета по землеустройству. В 2005 году окончил Дипломатическую академию МИД РФ. Кандидат экономических наук.
С 1990 по 2000 гг. руководил Обществом Российской дворянской молодежи в составе Российского Дворянского Собрания, был членом Малого Административного Совета РДС. С 1994 по 1997 гг. генеральный секретарь Либерального Союза Молодежи (ЛИМОС), помощник по работе в Государственной Думе депутата Ирины Хакамады. В 1995 г. баллотировался в Государственную Думу второго созыва в составе федеральной части списка избирательного блока «Общее дело» (Хакамада-Быков-Джанибеков). В 1996—1997 гг. член ПолитСовета ВОПД «Наш дом — Россия», ответственный секретарь НДР по работе с молодежью. В 1998—1999 гг. сопредседатель ВОПД «Поколение свободы», которое выступило в сентябре 1999 г. одним из учредителей избирательного блока «Единство».

### Депутат Государственной думы
19 декабря 1999 г. избран депутатом Государственной Думы ФС РФ третьего созыва по списку блока «Единство». В Государственной Думе работал Заместителем Председателя Комитета по аграрной политике (2000) и Заместителем Председателя Комитета по собственности, возглавлял межфракционную депутатскую группу «Европейский Клуб» и межпарламентскую группу по сотрудничеству с Парламентами стран Африки. Принимал участие в разработке закона «О банкротстве», Земельного кодекса, закона «Об обороте земель сельскохозяйственного назначения» и др.
С 2004 г. сопредседатель Московского европейского клуба. С 2007 г. сопредседатель Ассоциации по защите избирательных прав граждан «Гражданский контроль». Сопредседатель Общероссийского общественного экологического движения «Зелёный век», соиздатель экологической газеты ГРИН СИТИ. В ноябре 2013 года избран сопредседателем и членом Координационного комитета Экологической палаты России.
Награждён Благодарностями Президента РФ, Грамотой Государственной Думы РФ, ведомственными наградами МВД РФ, офицер ордена «За заслуги» Республики Габон. Майор запаса ВС РФ. Женат. Воспитывает дочь.